# HD 11964 b
HD 11964 b (بالإنجليزية: HD 11964 b)‏ الذي يرمز له بالرمز HD 11964b، هو كوكب خارج المجموعة الشمسية، في كوكبة قيطس، يتبع HD 11964 ‏.

## الاكتشاف
اكتشف في 7 أغسطس 2005، وكانت طريقة الاكتشاف دوبلر الطيفي.